# Brandy and Ray J: A Family Business
För seriens soundtrackalbum, se A Family Business
Brandy and Ray J: A Family Business är en realityserie med Brandy, Ray J, Sonja och Willie Norwood. Serien följer familjens liv medan mamman, Sonja, kommer att lämna över mer ansvar av familjeföretaget, "Rn'B Productions", till sina barn, (Brandy och Ray J). Serien följer även Brandy medan hon spelar in sitt sjätte studioalbum och Ray J som kommer att arbeta på sitt kommande. Programmet hade premiär i USA den 11 april 2010.
En andra säsong av serien bekräftades av Brandy i en intervju av HONEY Magazine.

## Handling
Syskonen Brandy och Ray J är kända för sina fantastiska sångröster. Men de skulle inte vara någonstans utan något stöd och vägledning från sina föräldrar - managern och mamman Sonja och röstcoachen Willie Norwood. Tittarna kommer att få en inblick i familjen Norwoods liv och deras familjeföretag; RnB Productions. 
RnB Productions (Ray J n Brandy Productions) styrs av Sonja och innefattar en rad imponerande artister däribland Brandy, Ray J och företagets röstcoach; Willie.
Nu är Sonja beredd att trappa ner på sitt arbete och låta sina barn ta över mer och mer samtidigt som de måste lyfta företaget till nya höjder. Har syskonen vad som krävs för att fortsätta att vara i rampljuset medan de driver ett växande musikimperium?

## Mottagande
Seriens debutavsnitt sågs av 1,4 miljoner amerikaner och siffran ökade till 1,5 miljoner tittare vid reprisen. Som resultat av seriens framgång i USA beslöt VH1 att förnya serien med en andra säsong. Säsong 2 skulle ha haft premiär i september 2010 men datumet sköts senare fram till oktober.

## Rollbesättning

### Huvudpersoner
- Brandy - Ray Js storasyster, R&B-sångerska och skådespelerska
- Ray J - Brandys yngre bror, Hip-hop-sångare och skådespelare
- Sonja Norwood - Brandys och Ray Js mamma och manager
- Willie Norwood - Brandys och Ray Js pappa och röstcoach
- Shay - Brandys bästa vän och manager
- Ryan Ramsey - Brandys och Ray Js kusin och manager

### Andra medverkande
- Timbaland
- Rodney "Darkchild" Jerkins
- Big Boy (radiopratare)
- Kelly Rowland
- Flo Rida
- Game
- DMX
- Shorty Mack

## Avsnitt

### Säsong 1
- Avsnitt 1: Tough Act to Follow

Sändes första gången: 11 april 2010.
"Brandy och Ray J är båda beredda att lyfta familjens företag till nya höjder. De har haft stor framgång över åren och den person som alltid har varit där är managern Sonja, som också är deras mamma. Sonja vill att hennes barn ska ta mera ansvar av arbetet bakom kulisserna så att hon kan dra sig tillbaka."
- Avsnitt 2: Singled Out

Sändes första gången: 18 april 2010.
"Det är dags att spela in For the Love of Ray J reunion show men Ray gruvar sig för att möta tjejen han valde i slutet av serien, Mz Berry. När en annan tjej från Ray Js förflutna dyker upp full av ilska och ett krossat hjärta vet han inte längre hur han ska hantera situationen och ställa allt tillrätta. Brandy kämpar under tiden med att lösa en annan komplicerad romans."
- Avsnitt 3: When Business Gets Personal

Sändes första gången: 25 april 2010.
"Ray J vill spela in ett nytt musikalbum med super-producenten Rodney "Darkchild" Jerkins och blir förvånad när han får reda på att Brandy har problem med Jerkins från det förflutna och att hon är emot det hela. Saker blir ännu mer komplicerade när Rodney förklarar för Ray att Sonjas rykte som tuff yrkeskvinna skrämmer iväg eventuella skivbolag. Ray blir fast i mitten av det hela då familjen måste hitta balans mellan yrke och lojalitet."
Avsnitt 4: House of Blues
Sändes första gången: 2 maj 2010.
"Brandy har ett viktigt framträdande med Timbaland framför sig men när andra upptåg på kontoret kommer emellan vad som skulle ha varit ett tillfälle att fira, kommer ett djupt familjeproblem till ytan och hotar att stjälpa familjeföretaget."
Avsnitt 5: Picking Up The Pieces
Sändes första gången: 9 maj 2010.
"Spänningarna hos familjen Norwood ökar. Sonja och Brandy försöker komma till botten med varför deras mamma-dotter relation är så forcerad, men svaren hittas inte lätt. När det kommer till företaget är Ray Js prioriteringar ifrågasatta och han måste bestämma om han ska försvara sitt levnadssätt eller börja jobba på en lugnare sida av sig själv."
Avsnitt 6: Taking Control
Sändes första gången: 16 maj 2010.
"Familjen Norwood känner att de måste sätta fart på vissa projekt men det är inte lätt att få med sig alla. Kommer Sonja att någonsin att kunna ta ett steg bort från industrin om Brandy och Ray inte kan arbeta som ett team? Willie försöker hålla Sonja på rätt spår men det är en svår kamp."
Avsnitt 7: Go Big or Go Home
Sändes första gången: 23 maj 2010.
"Brandy fyller 31 och Ray J följer med till Miami för att se till att hennes födelsedag blir speciell. När han misslyckades att göra så förra året, känner sig Ray pressad och vill nu se till att händelsen blir så stor som möjligt. Men det som Brandy hoppas mest på är att en viss man ska dyka upp. Sonja och Willie gör det bästa av att deras barn är bortresta och arbetar på sin egen romans."
Avsnitt 8: Balancing Act
Sändes första gången: 31 maj 2010.
"Brandy och Sonja jobbar på att förbättra sin dotter-mor relation efter många år av spänningar. Medan Ray Js växande karriär gör saker komplicerade då hans vänner fortfarande kämpar för att slå igenom."
Avsnitt 9: Looking Back
Sändes första gången: 14 juni 2010.
"Sonja tillbringar kvalitetstid med sina två barn- en campingresa med Brandy och ett återbesök till hemorten Carson med Ray J. Familjen har kommit långt, men vissa sår har fortfarande inte läkt."
Avsnitt 10: Let's Make a Deal
Sändes första gången: 21 juni 2010.
"Familjen Norwood tar familjeföretaget till nya höjder då Brandy och Ray trappar upp sökandet efter nya skivbolag. Ray J sköter arbetet själv men Sonja motsäger sig hans beslut. Brandy är exalterad över att få börja på ett nytt hit-album men måste först hitta den rätta musikproducenten för arbetet."
Avsnitt 11: Family Reunion
Sändes första gången: 28 juni 2010.
"Familjen Norwood beger sig till sin hemort McComb, Mississippi för ett släktåterträff med gamla historier, mat, fiske och så klart musik."